# SWALLOWS BASEBALL L!VE
『Swallows Baseball L!ve（またはSWALLOWS BASEBALL L!VE）』（スワローズ・ベースボール・ライブ）は、2005年からフジテレビONEで放送されている東京ヤクルトスワローズ主催ゲームのプロ野球中継番組。タイトルロゴは年度により大文字表記か、大文字・小文字併用が異なるほか（2022年時点では大文字表記）、名称の末尾に西暦年を付して、『SWALLOWS BASEBALL L!VE 2022』のように表記されている。また、2022年のタイトルロゴは地上波の『感謝を、感動を、野球道』に準じて『感謝を、感動を、SWALLOWS BASEBALL L!VE 2022』としている。

## 概要
2018年はシーズン開幕直前にソフトバンクがスポナビライブのサービスを終了する事を表明したため、放映権がDAZNに移行。スポナビライブと同様に本番組をそのまま配信していた。
2019年シーズンはDAZNでの配信を行わない代わりにFODのプレミアム会員向けに本番組を配信する事になった。
2020年シーズンはFODでの配信を行わない代わりにDAZNでヤクルト主催オープン戦と公式戦全試合の配信を再開することを発表。2年ぶりに本番組がDAZNでもサイマル配信されることになった。
日本シリーズについては、通常とは異なる体制を採る他、翌朝のリピート放送も行わない。

## 放送日時
| 時間帯       | 放送局        | 放送時間                 | 再放送                          | 中継の延長   | 備考  |
| ------------ | ------------- | ------------------------ | ------------------------------- | ------------ | ----- |
| ナイトゲーム | フジテレビONE | 17:50 - 23:00            | 原則として試合翌日 7:00 - 12:10 | 試合終了まで | [ 8 ] |
| デーゲーム   | フジテレビONE | 試合開始10分前 - 5時間後 | 原則として試合翌日 7:00 - 12:10 | 試合終了まで | [ 9 ] |

備考
番組内では基本的にCMは挿入されず、イニング入れ替え中も球場内の様子を映していたが、2010年および2013年以降はスポンサーが付いたためCMを流している（他局のCS野球中継の様にイニング毎ごとにCMを流すわけではない）。
2006年までは、基本的に試合開始30分前から中継を始め、終了時刻も23:00（薄暮=18:00以前開始を含むデーマッチである場合は開始から5時間後まで）となっていた。また2009年からは生中継の他、翌朝7時からリピート放送を行っている（2009年は巨人戦を除く。以降も一部対象外となる試合 あり）。
試合が早く終了した場合は、その日の試合を最大1時間に編集した『スワローズ戦ダイジェスト』で穴埋めしていたが、2008年からはフジテレビCS放送で過去に放送された「プロ野球ここだけの話」「さらば、愛しきプロ野球…。」「プロゴルファーTV」などのスポーツ番組の再放送、または試合時間が長引いた場合はスポーツ以外のミニ番組のフィラー放送行われる。（試合が雨天中止になった場合も同様。ただし一度試合開始後、ノーゲームで開催不成立になった場合でも、翌朝の再放送を行う場合 もある）
2011年から2012年までは3時間30分ルールによる大幅な試合時間の延長が考えにくい為に基準放送時間が「17:50 - 22:20」（デーマッチである場合は試合開始10分前 - 4時間20分後、再放送は原則翌日 7:00 - 11:30）となっていた（試合延長時は従来通り延長を行っている）。2013年より3時間30分ルールが撤廃されたことから再び23時00分（デーマッチは5時間後）までの基準放送時間となった。
また、2021年は新型コロナウイルス感染拡大の影響により、首都圏開催の試合開始時間が15分から30分繰り上げになった事と延長無しが決まった事により、大幅な時間延長が考えにくいことから、基準放送時間17:20 - 22:30の放送となる。
また2016年からは、フジテレビTWOが西武戦を球団制作で中継するようになったため、ヤクルト戦・西武戦と（フジテレビ系列局制作）中日・広島主催の対巨人戦（地上波が録画の場合を含む）の放送日程が重複した場合、中日・広島主催の対巨人戦はJ SPORTSまたはBSフジでの放送となる。
なお、同じフジテレビ直営CSのフジテレビTWOで放送される西武戦のセ・パ交流戦が行われるときは、『LIONS BASEBALL_L!VE』とのコラボレーション放送を行う場合がある。2015年以後は原則その対戦の主管球団が2年単位（セットが変わる年はカード編成上2年連続となる場合がある）となっているが、年度により、ヤクルト主管の年は副音声に『LIONS-』に出演する西武球団製作の中継で出演する解説者が、逆に西武主管の年にはONEとTWOの同時生放送の形を取り、ONEではTWOで放送する西武球団製作の映像を見ながら、当番組の解説者がCXのスタジオでオフチューブを入れるというパターン（年によってはTWOの副音声）とがある。
2022年10月1日の西武対ソフトバンク戦（ソフトバンクの新型コロナウイルス感染蔓延で延期となった、7月1日開催分の振替）は、フジテレビTWOの編成上の都合により、ヤクルト主催試合の中継予定がないフジテレビONEでの振替放送となる予定。
また、2022年には一部の試合で、副音声を使ったビジター側球団の応援解説として、他のチャンネルとの協業による出演したものもある。
巨人戦など地上波中継がある場合を除いてベンチレポーターは存在せず、試合中に実況アナウンサーまたは番組公認サポーターが談話を伝える。
2017年11月15日には12球団合同トライアウトを以下の出演者で中継した。
- ゲスト：石井義人（社会医療法人公徳会・佐藤病院勤務。同軟式野球部顧問）
- 解説：笘篠賢治（放送席）、山内泰幸[15]（ベンチサイド。テレビ新広島解説者）
- 実況：田中大貴（フジテレビ）

## 解説者
括弧内の年数は当番組における出演。
レギュラー解説者
全員が『プロ野球ニュース』にも出演。
- 江本孟紀（2005年 - ）ニッポン放送解説者
- 平松政次（2005年 - ）テレビ神奈川解説者
- 大矢明彦（2005年 - 2006年、2010年 - ）ニッポン放送解説者
- 谷沢健一（2005年 - ）東海テレビ解説者
- 田尾安志（2006年 - ）東海テレビ・関西テレビ・ニッポン放送解説者
- 達川光男（2005年 - 2013年、2016年、2019年 - ）テレビ新広島・J SPORTS解説者
- 齊藤明雄（2005年 - 2006年、2009年 - 2012年、2015年 - ）テレビ神奈川・J SPORTS解説者
- 高木豊（2005年 - 2011年、2014年 - ）札幌テレビ・STVラジオ解説者
- 池田親興（2005年 - ）テレビ西日本・ソフトバンク公式中継解説者
- 斎藤雅樹（2005年、2019年 - ）日テレジータスファーム解説者
- 片岡篤史（2007年 - 2009年、2013年 - 2015年、2019年 - 2021年、2025年 - ）関西テレビ解説者
- 野村弘樹（2013年 - ）テレビ神奈川・TBSチャンネル2・ニッポン放送解説者
- 谷繁元信（2017年 - ）テレビ神奈川・TBSチャンネル2・CBCテレビ・メ〜テレ・日本テレビ・ニッポン放送・東海ラジオ解説者
- 里崎智也（2018年 - ）千葉テレビ・ロッテ球団制作・ニッポン放送解説者
- 真中満（2018年 - ）ニッポン放送解説者
- 五十嵐亮太（2021年 - ）
- 館山昌平（2022年 - ）
- 坂口智隆（2023年 - ）
- 鳥谷敬（2023年 - ）
- 平石洋介（2025年 - ）
- 今江敏晃（2025年 - ）

スポット解説者
●：『プロ野球ニュース』にも出演
- 笘篠賢治（2005年、2009年、2011年、2017年、2020年 - ）●
- 若松勉（2006年 - ）ニッポン放送解説者
  - 地上波は2006年 - 2008年●まで。
- 清原和博（2024年 - ）
- 飯田哲也（2024年 - ）TOKYO MX・TBSチャンネル解説者

### 過去の解説者
専属契約
- 加藤博一（2005年 - 2007年）●
- 関根潤三（2005年 - 2011年）2016年まで●
- 大久保博元（2005年 - 2007年、2016年 - 2022年）●
- 金村義明（2005年 - 2017年）●
  - 2020年6月24日の対阪神戦で3年振りに出演。
- 石井一久（2014年 - 2018年）

本数契約
- 元木大介（2009年、2015年、2024年）
- 川崎憲次郎（2010年 - 2011年）
- 立浪和義（2010年 - 2021年）●
- 仁志敏久（2011年、2014年、2015年、2024年●）
- 岩本勉（2018年、2021年、2022年）●
- 田中浩康（2019年）
- 井端弘和（2019年 - 2023年）●
- 松中信彦（2022年 - 2024年）●
- 阿波野秀幸（2022年）●
- 福留孝介（2023年）

単発契約
- 橋本清（2010年9月16日）●
- 友利結（2010年9月18日）
- 黒木知宏（2011年5月22日）
- 西山秀二（2015年7月30日）
- 山﨑武司（2015年8月23日）
- 高津臣吾（2019年8月9日）2軍監督時代の対阪神戦にゲスト出演。
- 荒木大輔（2022年5月25日）
- 平田良介（2023年9月20日）

ビジター応援副音声「ビジボ」
当番組制作でスポーツライブ+・GAORA・フジテレビTWO・J SPORTS向けにスワローズビジボを行うことも多い。
- 清水隆行（2022年7月19日）
- 今村猛（2022年9月）
- 吉見一起（2023年4月20日）

対西武（フジテレビ制作協力）
対阪神・日本ハム（GAORA制作協力）

## 実況
括弧内の年数は当番組における出演。
フジテレビアナウンサー
- 竹下陽平（2005年 - ）
- 田淵裕章（2007年 - ）
- 中村光宏（2009年 - ）
- 立本信吾（2010年 - ）
- 谷岡慎一（2010年 - ）
- 酒主義久（2013年 - ）
- 黒瀬翔生（2019年 - ）
- 今湊敬樹（2021年 - ）
- 大川立樹（2021年 - ）
- 山本賢太（2022年 - ）
- 勝野健（2022年 - ）
- 東中健（2024年 - ）スコアラー・インタビューのみ
- 梶谷直史（2024年 - ）

### 過去の実況アナウンサー
フジテレビアナウンサー
- 近藤雄介（2005年 - 2006年6月、2013年8月 - 2019年）
  - 2015年5月末に定年退職後も担当。
- 塩原恒夫（2005年 - 2017年）
  - 現在はBSフジの西武戦やGAORA向けビジボの実況を担当。
- 長坂哲夫（2005年 - 2008年）
- 吉田伸男（2005年 - 2015年8月）
- 奥寺健（2005年 - 2006年）
- 佐野瑞樹（2005年 - 2007年）
- 森昭一郎（2005年 - 2012年）
- 西岡孝洋（2005年 - 2010年、2013年 - 2021年）
- 渡邉卓哉（2005年 - 2006年）
- 田中大貴（2005年 - 2010年、2013年 - 2018年4月）
- 小野浩慈（2006年 - 2019年）
  - 2015年5月末に定年退職後も担当。
- 松元真一郎（2006年 - 2012年）
- 福永一茂（2006年 - 2017年6月）現：岩手めんこいテレビに出向
- 鈴木芳彦（2006年 - 2021年）
- 倉田大誠（2007年 - 2011年、2014年 - 2016年）
- 小穴浩司（2008年 - 2011年6月、2015年 - 2020年）現：広報局
- 三宅正治（2008年、2010年、2011年）
  - 地上波『BASEBALL SPECIAL〜野球道〜』の出演が多く、単発の担当。
- 向坂樹興（2012年 - 2024年）
  - 2020年3月末に定年退職後も担当。
- 木村拓也（2014年）
- 大村晟（2017年 - 2021年7月）現：スポーツ局
- 上中勇樹（2019年 - 2020年）
  - 2020年7月4日、野球ルールの不勉強を露呈し、誤解・無視するなどの不手際が多かったため野球班から外された一方、競馬ではG1レースの実況を任されている。

系列局からの派遣
- 石田一洋（2016年8月5日、2017年5月21日）関西テレビアナウンサー
  - 前者はリオデジャネイロオリンピックで、後者は同5月20日・21日開催の「ボクシングフェス」にフジテレビアナウンサーが派遣されるため担当した。
- 深井瞬（2017年9月3日[21]）テレビ新広島アナウンサー
  - 世界柔道選手権やフジサンケイクラシックにフジテレビのアナウンサーが派遣されるため担当。
- 若田部克彦（2018年6月9日）関西テレビアナウンサー
- 小田島卓生（2019年8月18日）東海テレビアナウンサー

フリーアナウンサー・ビジター応援副音声「ビジボ」
●：『プロ野球ニュース』にも出演
- 梅田淳（2022年3月29日）地上波とは別制作の対巨人戦。●
  - スポーツライブ＋やJSPORTS2向けの当番組制作ビジホも担当。
- 山田透（2022年07月19日、同年8月17-18日）副音声「ジャイアンツ・タイガースビジボ」実況。●
- 山田幸美（2022年9月9-10日）副音声「カープビジボ」MC。●
- 江間丈（2023年4月20日）副音声「ドラゴンズビジボ」実況。

対西武（フジテレビ制作協力）
対阪神・日本ハム（GAORA制作協力）

## リポーターなど

### 公認サポーター
番組開始の2005年から2016年を除き、公認サポーター（磯山さやかの場合は番組公認女子マネージャー）として試合前の選手インタビューや試合中のスワローズ情報を伝えている。
2016年と2018年以降は公認サポーターを置かず、実況アナと解説者の2名体制で試合中情報は実況アナが伝えている。
- 2005年 - 2006年 磯山さやか
- 2007年 つばめッ娘クラブ
- 2009年 - 2013年 尾形沙耶香
- 2012年 - 2014年 夏美
- 2015年 都丸紗也華（当時FYT）、青山あみ、大石絵理
- 2017年 - 楓（現：遠藤莉奈[22]）、中村星来、坪井ミサト

### スワローズ情報
2011年のみ設けられ、フジテレビアナウンサーが主に公認サポーターを務める尾形の不在時に出演。
2012年に公認サポーターに斎藤夏美(現：夏美)が加入し、尾形と2人体制になったのに合わせ、廃止された。
- 石本沙織
- 斉藤舞子
- 遠藤玲子
  - 2022年からスコアラー・インタビュアーを担当しており、2024年2月18日の対中日戦では実況も担当。
- 宮瀬茉祐子
  - 2009年8月28日にはレディースデーの企画として数イニング実況も担当。
- 松村未央
- 細貝沙羅
- 三田友梨佳

## テーマソング
基本的にフジテレビのプロ野球中継と同一曲が使用される。
- 春畑道哉「JAGUAR」（2005年 - 2007年）
2014年12月3日発売のコンピレーションアルバム『フジテレビ開局55周年記念 LEGENDARY SPORTS ANTHEM』に収録。
- TUBE「OLD BASEBALL MAN」（2007年）
シングル「蛍」C/W
- 春畑道哉「JAGUAR'08」（2008年 - 2012年）
アルバム「BEST WORKS 1987-2008 〜ROUTE86〜」に収録
- 春畑道哉「JAGUAR'13」（2013年 - ）
2013年5月29日にシングル盤として発売。

## その他の特記事項
- 制作のクレジットは「制作・著作：フジテレビ」のみとなっている（地方開催の場合、地元のFNN・フジテレビ系列局が制作協力としてクレジットされる）が、基本的にフジ・メディア・テクノロジー（FMT）[23] が映像を制作しており、ニュース番組用としてTBSテレビやJ SPORTSにも供給されている（FMT製作・収録映像が球団公式映像として扱われる。TBSテレビは逆に横浜DeNA主催試合の映像をフジテレビに供給している）。また、過去に特例でTBS系列局（毎日放送・CBCテレビ・北海道放送）がヤクルト主催の阪神・中日・日本ハム戦を放送した際にも、フジテレビ、FMTの映像に独自映像を挿入する形で放送していた（地方開催を除きTBSテレビも制作協力に参加）[24] 他、2010年代以降テレビ朝日制作でBS朝日単独放送のヤクルト主催ゲーム（巨人戦のみ）でも地方開催時に限り同様の手法が取られている。
- 通常は7台のカメラで撮影して中継を行っているが、2013年9月にはヤクルトのウラディミール・バレンティンが55本のシーズン本塁打記録に迫っていたことから、バレンティン専用カメラを追加して8台体制となった[25]。
- 対照的に京阪神をサービスエリアとするテレビ大阪やサンテレビジョンがヤクルト対阪神戦を放送するときは、原則的に自社で中継車[26] を派遣しており、フジテレビ・FMT制作のものは使うことがない。また、かつてTOKYO MXがヤクルト戦を中継していたときも、フジテレビ・FMTの映像を使用せずに独自カメラのみで中継を行なっており、映像制作は千代田ビデオが担当していた[27]。
- フジテレビと共にヤクルトの主催ゲームの放映権を持つテレビ朝日は、自局やBS朝日で中継を行う日などに限り、当番組の制作に協力することがあった、またテレビ東京が中継を行う日に同局から映像の供給を受けたケースもあった[28]。しかし、2009年以降は2009年8月23日のみテレビ朝日の映像を使用したが、それ以外はテレビ朝日、テレビ東京の中継があっても通常通りの放送体制になっていた。2015年4月24日は再びテレビ朝日（BS朝日）の映像にユニカメを挿入して中継している。
- 当番組が始まる2004年まで、CS放送におけるヤクルトの主催ゲームの中継はJ SPORTSが担当していた（主に『J SPORTS1』か『J SPORTS2』で中継）[29]。ただし、対巨人戦に限りフジテレビ739（現在のフジテレビONE）でトップ&リレー中継[30] を行っており、当番組のルーツに当たる。
- 放送初年度となった2005年は通常のプロ野球中継とは大きく異なり、試合中でも各解説者と磯山さやかがスコアブックを見合って野球の専門的な用語や配球などに重きを置いて意見を交わし合うかなり玄人志向の野球中継となっていた。反面あまり試合中のプレーそのものを実況・解説する場面が少なく、盛り上がりには欠ける内容となってしまっていた。
- 番組名をかつての地上波プロ野球中継番組の『BASEBALL L!VE』に準じた名称としているように、スコアテロップも2012年までは1世代前の『BASEBALL L!VE』で使用されていたテロップを使用していた（地上波では2006年まで使用されていたもの）。
ただし、2011年からは他のプロ野球中継と同様にボールカウントを「SBO式」から「BSO式」に変更した。また、地上波フジテレビでの放送がある場合に限り、現行地上波と同じデザインを使用していた。
2013年度より番組開始時から初めてテロップのデザインをフルリニューアルし、同じくリニューアルされた地上波中継とデザインは共通となったが[31]、機材が異なるためか得点時のモーションが簡略化され、ホームランテロップ・配球チャート、球種テロップがなく（球数は2021年より、対戦投手・打者と次の打者2人のテロップは2023年より表示）、数字などのフォントが異なっている。なお、BSフジで同時放送される場合は、番組ロゴのみ地上波や中日・広島主催巨人戦と同様の『野球道』に変えるか、番組ロゴを省略するかのいずれかとすることが多いが、2022年は本番組のロゴのままとなった事例がある。
- 秋田テレビでは、毎年こまちスタジアムで行われるヤクルト戦を土日の2連戦のうち日曜デーゲームにて、CSの内容をサイマル放送している。
2012年は5月12、13日に対巨人戦が組まれ、12日は地上波全国中継[32]・CSは地上波とサイマル放送、13日は地上波はAKTローカルでCSのサイマル放送であった。
2015年は5月9日、10日に行われた対中日戦を2試合とも中継した。
- 試合前・試合後のコーナーについて（2006年まで）
試合開始30分前（中継の開始後すぐ）には、ヤクルトの前日の試合をスポーツ新聞や『プロ野球ニュース』を用いて振り返る『Let's FLY SWALLOWS』というコーナーがあった。
また、ヤクルトが勝利した場合は、勝利に貢献した選手一人を放送ブース（2005年はクラブハウス）に招き、解説者や磯山さやかとともに振り返る『プレイバック アカデミー643』というコーナーがあった。
ちなみに、この「643」は磯山が好きなプレーである「643のダブルプレー」に由来している。
- 長時間ゲームの中継について
2006年5月21日の対ソフトバンク戦では、当番組の前で中継していた東京六大学野球の進行の遅れにより試合開始が30分ずれ込み（18時50分から）、しかも5時間を超える延長戦にもつれ込んだ。
このため、普段滅多に影響が及ばない23時台の『プロ野球ニュース』が休止となり、24時台の番組も休止して中継を継続。結果として0時12分にソフトバンクの逆転勝利（4対7）で試合終了となり、交流戦では初となる日付をまたぐ長時間ゲームを全編中継した。
なお、番組女子マネージャーの磯山さやかは2005年は原則として23時以降に出演していなかったが、この日に限っては試合終了まで中継に参加していた。
2013年4月16日の対中日戦は5時間3分の延長戦となり、23時の『プロ野球ニュース』に影響が及んだ。2012年より『プロ野球ニュース』はNOTTVでの同時生放送が行われているため、NOTTVでは23時から通常通り『プロ野球ニュース』の生中継。フジテレビONEでは野球中継が終了した23時8分頃から飛び乗りで放送した。なお、フジテレビONEでは放送されなかった冒頭部分は再放送（午前1時・6時放送分のみ）では放送されたが、午後12時10分の回は前述の試合の再放送がそのままノーカット放送されたので、初回生放送と同じく飛び乗りであった[33]。

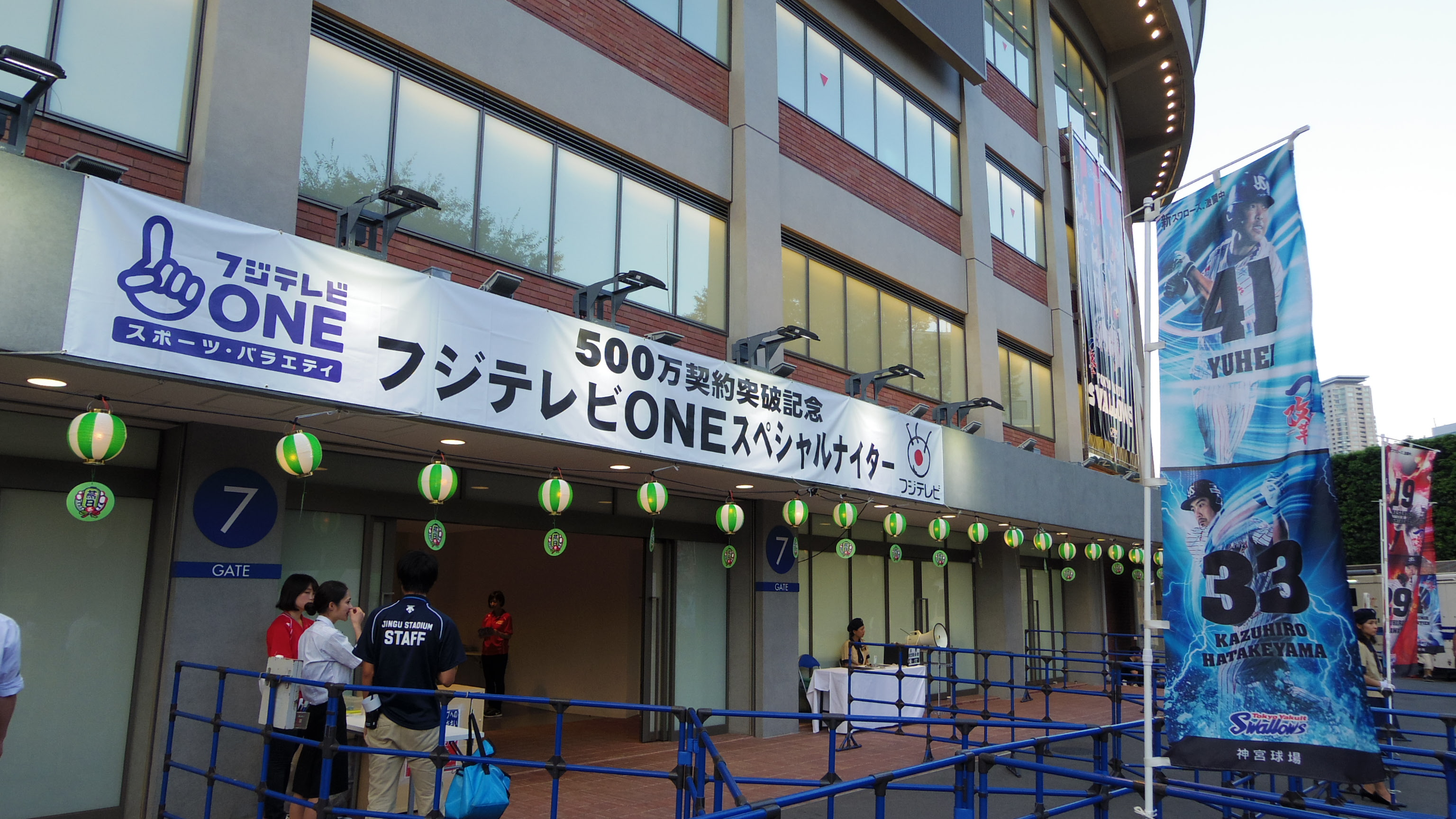
2015年8月15日の「フジテレビONEスペシャルナイター」。

- 2015年8月15日阪神戦は、フジテレビONE加入件数500万件突破記念として、女優でアイドリング!!!の横山ルリカが始球式、また特別ゲストにウルトラシリーズ（『ウルトラ怪獣散歩』に出演）の怪獣ダダとメフィラス星人が出演した。
- 2015年8月25日の巨人戦は、ゲスト解説に藤川球児を迎えたほか、2015年ワールドカップバレーボールコメンテーターの竹下佳江、大山加奈が始球式に参加、また『ニッポン放送ショウアップナイター』とのコラボ実況として、LFの放送席にいる山田透、野村克也、関根潤三との掛け合いを行った[34]。
- 2016年6月18日西武戦は、姉妹番組であるフジテレビTWO『LIONS BASEBALL L!VE』[35] との共同中継を行った。本番組（解説：石井一久、実況：福永一茂）と『LIONS BASEBALL L!VE』（解説：谷沢健一、実況：田淵裕章）、ヤクルト・西武それぞれ中心の目線で、一部映像を差し替えてそれぞれ別々の実況と解説で放送された（なお当日雨天中止の場合、その代替開催日にはTWOの編成上の関係で実施しない予定だった）[36]。